# Laurent-Éric Le Lay
Laurent-Éric Le Lay, né le 10 septembre 1967 dans le 17e arrondissement de Paris, est un dirigeant dans le monde des médias audiovisuels, et plus particulièrement sportifs. Il est l'actuel directeur des sports de France Télévisions.

## Biographie
Né le 10 septembre 1967, il est le fils de Patrick Le Lay et de Claudine Sénécal. Laurent-Éric Le Lay est titulaire d’un DESS de finance obtenu à l'université Paris II (en 1989) et d’un master média à l’ESCP (en 1990).
Il entre à Eurosport en 1993 pour développer de nouvelles activités et crée dans la foulée l'audiotel ainsi que l'agence de vente de droits sportifs et lance également la version espagnole d'Eurosport.
En 1999, anticipant le formidable potentiel d'internet, il développe le site d'informations sportives en Eurosport.com et établit un partenariat avec Yahoo! dès 1997. En 2001, il prend également la responsabilité d'Eurosportnews, chaîne d'information sportive en continu lancée quelques mois plus tôt.
Au début de 2002, il est nommé à la tête d'Eurosport France en tant que Directeur Général Adjoint et se voit également confier la responsabilité de l’acquisition des droits sportifs pour l'intégralité du Groupe TF1, qui détient à cette époque 100 % du groupe Eurosport.
En septembre 2003, Le Lay est nommé directeur général du Groupe Eurosport chargé de l'antenne et enfin, en décembre 2006, il devient président-directeur général du Groupe Eurosport.
Positionnant les nouveaux médias comme axe stratégique de développement, il pilote le lancement de la télévision en HD puis en 3D. Il promeut également Eurosport Events, société organisatrice d'événements sportifs et accélère le déploiement territorial du groupe en Asie-Pacifique et au Moyen-Orient. Sous sa responsabilité, Eurosport connaît une croissance rapide : un chiffre d'affaires en augmentation de 50 % et un résultat d'exploitation multiplié par 2.
Le Lay s'implique dans un projet global « Sport is life », et fonde, en collaboration avec le neuropsychiatre Boris Cyrulnik, le comité scientifique « Sport & Résilience » dont le premier aboutissement a été un symposium en juin 2012.
Le 25 avril 2013, il est nommé directeur général de TF1 Publicité, la régie publicitaire de TF1, à compter du 1er juin, en remplacement de Laurent Solly. En octobre suivant, il est nommé président de cette société en remplacement de Martine Hollinger, poste dont il est licencié en février 2016.
Il est nommé directeur des sports de France Télévisions en remplacement de Daniel Bilalian à partir du 1er octobre 2016.

## Décoration
Laurent-Éric Le Lay est nommé, le 29 janvier 2025, au grade de chevalier de l'ordre national du Mérite, au titre de « journaliste, directeur des sports de France Télévisions ; 34 ans de services ».